# Kabáh

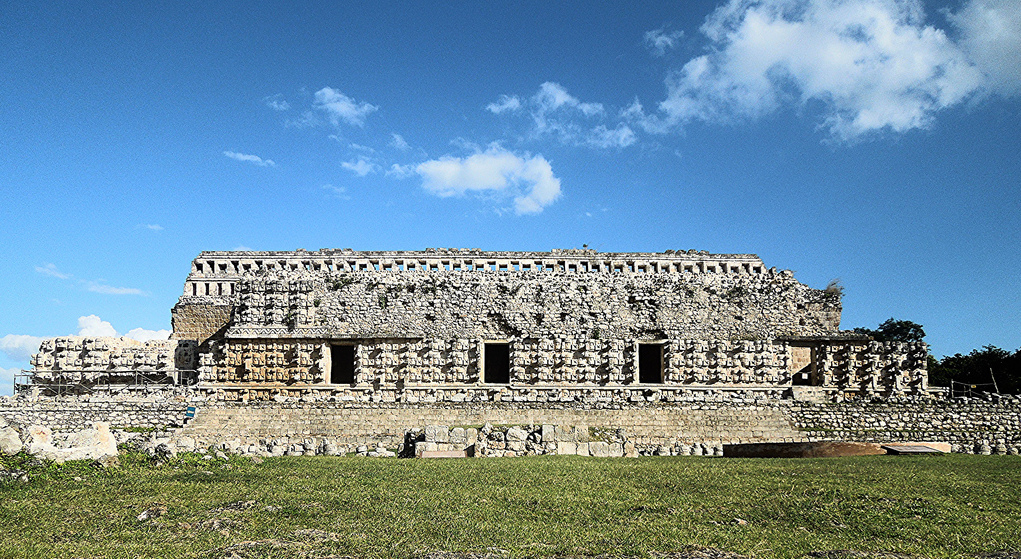
Pałac Codz Poop

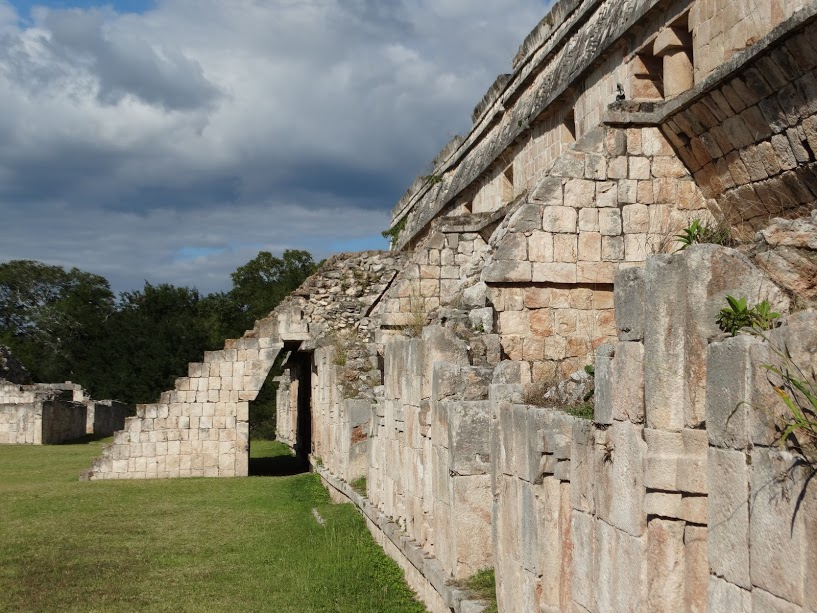
Tunel pod schodami

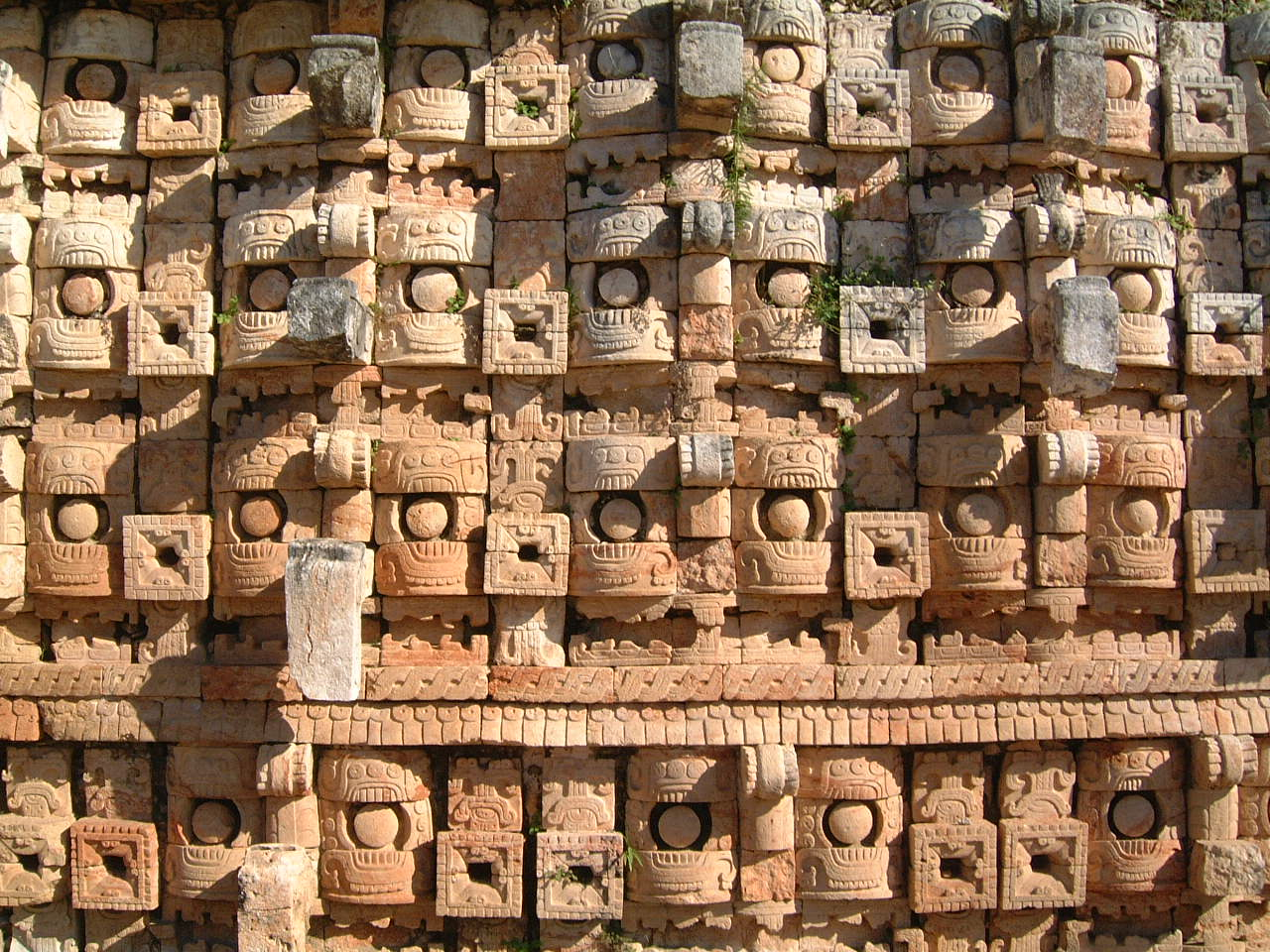
Maski Chaca na fasadzie

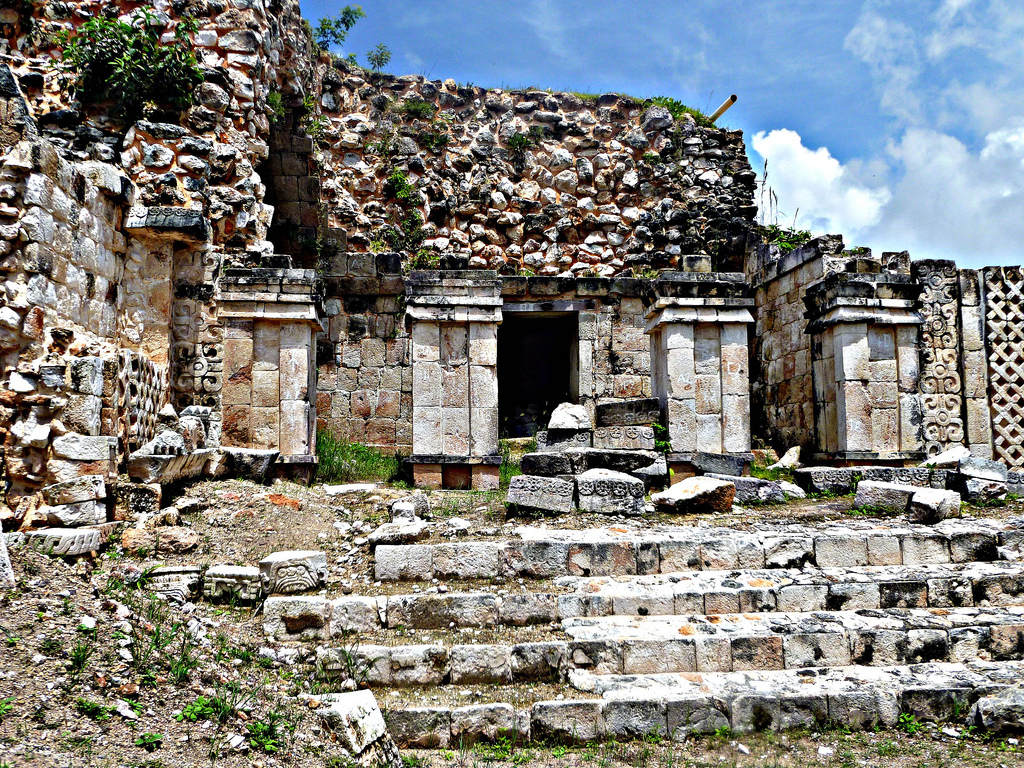
Widok na pałac

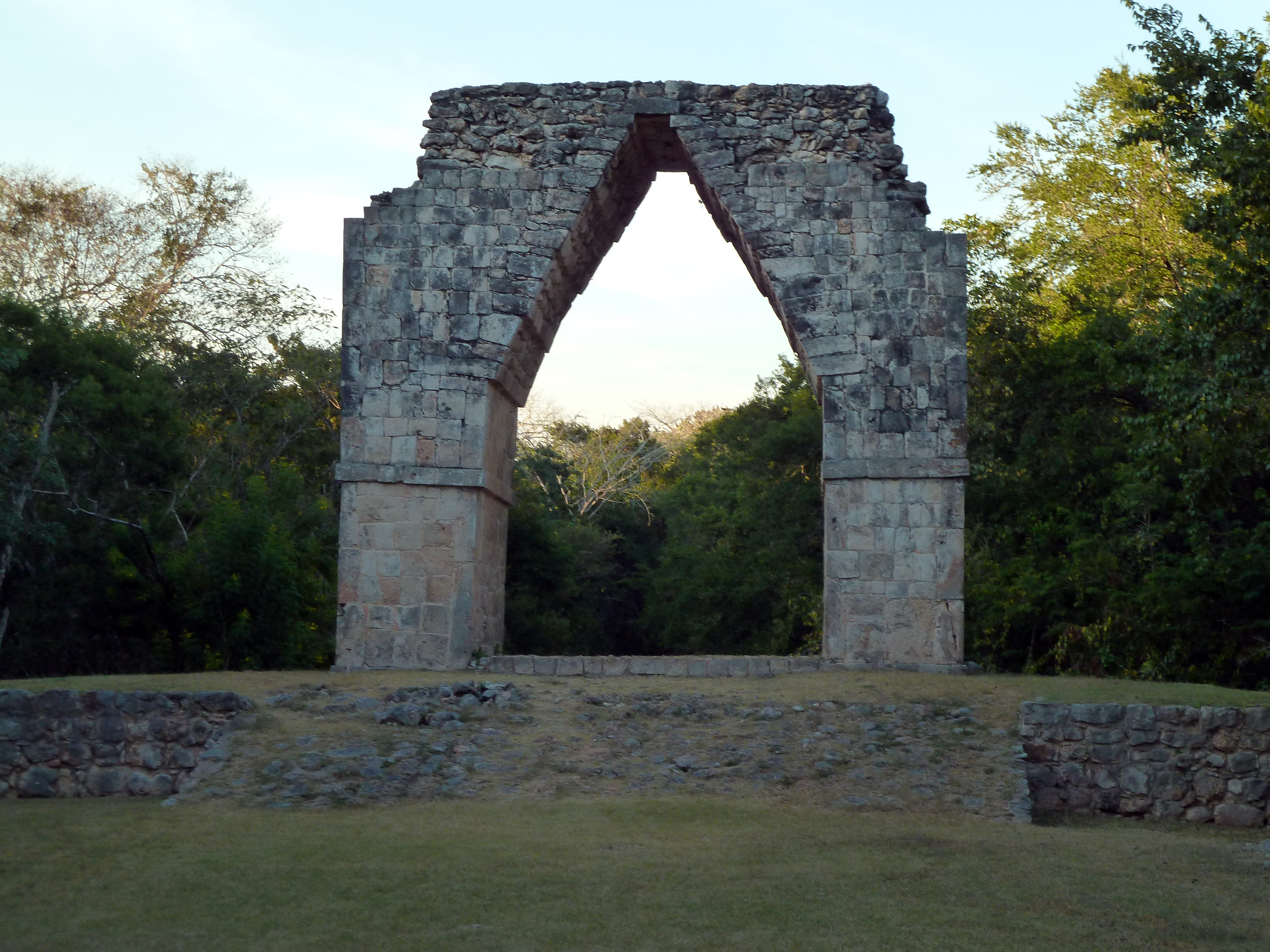
Łuk pozorny

Kabáh – stanowisko archeologiczne w Meksyku, na Jukatanie, w stanie Jukatan,  związane z dawną kulturą Majów, położone na południowy wschód od Uxmal. Teren ten był zamieszkany w połowie III w., lecz większość obecnie istniejących budowli pochodzi z okresu pomiędzy VII i XI w. Ośrodek ten był połączony z Uxmal podniesioną drogą sacbé o długości 18 km, zakończoną łukami po obu stronach. Najważniejszym obiektem jest pałac Codz Poop, potocznie zwany "Świątynią Masek", ozdobiony licznymi wizerunkami boga deszczu Chaca.
Kabáh leży w rejonie wzgórz Puuc.
Nazwa Kabáh jest wzmiankowane w tekście Chilam Balam z Chumayel.